# جشنواره فیلم تورین
جشنواره فیلم تورین (به‌طور مختصر TFF) یک جشنواره فیلم بین‌المللی سالانه در تورین ایتالیا است که هر ساله در نوامبر برگزار می‌شود و مهم‌ترین جشنوارهٔ فیلم ایتالیا بعد از جشنواره فیلم ونیز است.
این جشنواره در سال ۱۹۸۲ توسط جیانی روندولینو به عنوان جشنوارهٔ بین‌المللی سینمای جیووانی یا جشنوارهٔ سینمای جوان شروع به کار کرد.
مدیران جشنواره شامل آلبرتو باربرا، استفانو دلا کازا، جولیا دانگولو، روبرتو توریلیاتو، نانی مورتی و جانی آملیو می‌باشند.

## تاریخچه
جانی روندولینو، جشنوارهٔ بین‌المللی سینمای جوان را در سال ۱۹۸۲ در تورین شهری که از لحاظ اقتصادی سقوط کرده بود بنیاد نهاد.
جشنواره نام‌های بزرگی در ایتالیا و سینمای بین‌المللی را جذب می‌کردو از این طریق کمک می‌کرد تا به شهر جانی دوباره از لحاظ اقتصادی و فرهنگی ببخشد.
اولین مدیران روندولینو و آنسانو جانارلی بودند. در سال ۱۹۹۸، نام جشنواره به جشنواره فیلم تورین تغییر کرد. در سال ۲۰۰۷، کارگردان فیلم نانی مورتی به عنوان مدیر جشنواره انتخاب شد تا آن را در سطح بین‌المللی برجسته‌تر کند.. مورتی در سال ۲۰۰۷ جایگاه خود را بعد از ۲ جشنواره ترک کرد تا تمرکز خود را روی فیلم‌سازی بگذارد.